# Der Mord (Kafka)
Der Mord ist eine 1917 erschienene Erzählung von Franz Kafka. Sie ist die frühere Fassung des Textes Ein Brudermord, der in dem Band Ein Landarzt erschien.
Die Texte von Der Mord und Ein Brudermord unterscheiden sich nur unwesentlich.

## Kurzbeschreibung
Ein von Kafka „Schmar“ genannter Mann wartet in einer dunklen Gasse mit einem Messer auf „Wese“, während er von „Pallas“ aus einem Fenster beobachtet wird. Als Wese erscheint, wird er von Schmar erstochen; dieser wird abgeführt.

## Hinweis
Zur ausführlicheren Inhaltsangabe und zur Analyse wird auf die entsprechenden Ausführungen zu Ein Brudermord verwiesen.

## Ausgaben
- Der Mord. In: Die neue Dichtung. Ein Almanach. Kurt Wolff, Leipzig, 1918 [noch 1917 erschienen]. (Erstveröffentlichung)
- Ein Brudermord. In: Franz Kafka: Ein Landarzt. Kleine Erzählungen. Kurt Wolff, München und Leipzig, 1920.